# Acontias orientalis
Acontias orientalis — вид сцинкоподібних ящірок родини сцинкових (Scincidae). Ендемік Південно-Африканської Республіки.

## Поширення і екологія
Acontias orientalis мешкають на півдні ПАР, в Західнокапській і Східнокапській провінціях. Вони живуть на прибережних дюнах, в чагарникових заростях фінбошув сухих чагарникових заростях і саванах, на висоті до 1400 м над рівнем моря.